# Казалчипрано
Казалчипрано (итал. Casalciprano) је насеље у Италији у округу Кампобасо, региону Молизе.
Према процени из 2011. у насељу је живело 360 становника. Насеље се налази на надморској висини од 647 м.

## Становништво
| 1936. | 1951. | 1961. | 1971. | 1981. | 1991. | 2001. | 2011. |
| ----- | ----- | ----- | ----- | ----- | ----- | ----- | ----- |
| 1.679 | 1.673 | 1.197 | 831   | 754   | 712   | 635   | 571   |